# Tiang Tara
Tiang Tara is een bestuurslaag in het regentschap Bangka van de provincie Bangka-Belitung, Indonesië. Tiang Tara telt 1960 inwoners (volkstelling 2010).